# Poprádökrös
Poprádökrös (1899-ig Orosz-Volya, szlovákul: Ruská Voľa nad Popradom, ukránul Ruszka Volja) község Szlovákiában, az Eperjesi kerület Ólublói járásában.

## Fekvése
Ólublótól 27 km-re keletre, a lengyel határ és a Poprád mellett fekszik.

## Története
A falu a ruszin lakosság betelepítésével keletkezett az 1570-es években. Először 1588-ban „Nowawolya” néven említik a palocsai uradalom részeként. Kis falunak számított, 1600-ban mindössze 7 ház állt benne. Lakói pásztorok, favágók voltak. 1787-ben 12 háza volt 114, 1828-ban 33 háza volt 260 lakossal. A 19. században a Bornemissza és a Dessewffy család birtokában állt. Lakói ekkor főként földművelésből, állattartásból, erdei munkákból éltek.
Fényes Elek 1851-ben kiadott geográfiai szótárában így ír a faluról: „Volya (Orosz), Sáros v. orosz f. Lubotin fil. a gallicziai határszélen: 10 romai, 229 gör. kath., 11 zsidó lak. F. u. a Dessewffy nemz. Ut. post. Orlich.”
A trianoni diktátum előtt Sáros vármegye Héthársi járásához tartozott.
1944-ben a falu környékén élénk partizán tevékenység folyt. A Vörös Hadsereg 1945. január 21-én foglalta el a községet.

## Népessége
| Év:            | 1994. | 2004.    | 2014.   | 2024.    |
| -------------- | ----- | -------- | ------- | -------- |
| Emberek száma: | 128   | 108      | 102     | 85       |
| Eltérés:       |       | -15,62 % | -5,55 % | -16,66 % |

| Év:            | 2023. | 2024.   |
| -------------- | ----- | ------- |
| Emberek száma: | 80    | 85      |
| Eltérés:       |       | +6,25 % |

1910-ben 208, túlnyomórészt ruszin lakosa volt.
2001-ben 115 lakosából 78 szlovák és 32 ruszin volt.
2011-ben 99 lakosából 52 ruszin és 45 szlovák.

## Nevezetességei
- Mihály arkangyal tiszteletére szentelt görögkatolikus temploma 1795-ben épült, 1916 és 1919 között átépítették, 1952-ben megújították.